# Rotheceae
Rotheceae, tribus medićevki (Lamiaceae) smješten u potporodicu Ajugoideae. Sastoji se od 5 rodova 
Tipični je rod Rotheca sa 39 vrsta iz Afrike i Azije.

## Rodovi
1. Discretitheca P.D.Cantino (1 sp.)
2. Glossocarya Wall. (10 spp.)
3. Karomia Dop (9 spp.)
4. Rotheca Raf. (39 spp.)
5. Kalaharia Baill. (2 spp.)